# Saint-Martin, Fribourg
Saint-Martin är en ort och kommun i distriktet Veveyse i kantonen Fribourg, Schweiz. Kommunen hade 1 011 invånare (2023). Den 1 januari 2004 inkorporerades kommunerna Besencens och Fiaugères in i Saint-Martin.